# Барбаросса (фильм)
«Барбаросса» (другое название — «Барбаросса. Проклятие пророчества») (англ. Barbarossa, итал. Barbarossa) — итальянский исторический фильм режиссёра Ренцо Мартинелли, снятый в 2009 году.
Мировая премьера состоялась 2 октября 2009 года.

## Сюжет
Фильм — эпическая сага — рассказывает о противоборстве Фридриха Барбароссы с городом Миланом и Ломбардской лигой, которые противились власти империи и отстаивали свою независимость. Фильм заканчивается битвой при Леньяно 1176 года, в ходе которой войска Фридриха I Барбароссы были разгромлены объединёнными силами итальянцев.

## В ролях
- Рутгер Хауэр — Фридрих I Барбаросса
- Раз Деган — Альберто да Джуссано
- Ф. Мюррэй Абрахам — Синискалько Бароцци, венецианский патриций
- Христо Живков — Жерардо Негро
- Антонио Цупо —  Альберто дель Орто
- Сесиль Кассель — Беатриса Бургундская
- Кася Смутняк — Элеонора
- Анхела Молина — Хильдегарда Бингенская
- Елена Боурика — Антония
- Христо Шопов — Райнальд фон Дассель